# Rue Jean-Goujon
Ne doit pas être confondu avec Rue du Docteur-Goujon.
Pour les articles homonymes, voir Goujon.
La rue Jean-Goujon est une voie située dans le 8e arrondissement de Paris.

## Situation et accès
Elle commence à hauteur du 21, avenue Franklin-D.-Roosevelt et se termine place de la Reine-Astrid, à l'angle de l’avenue Montaigne.

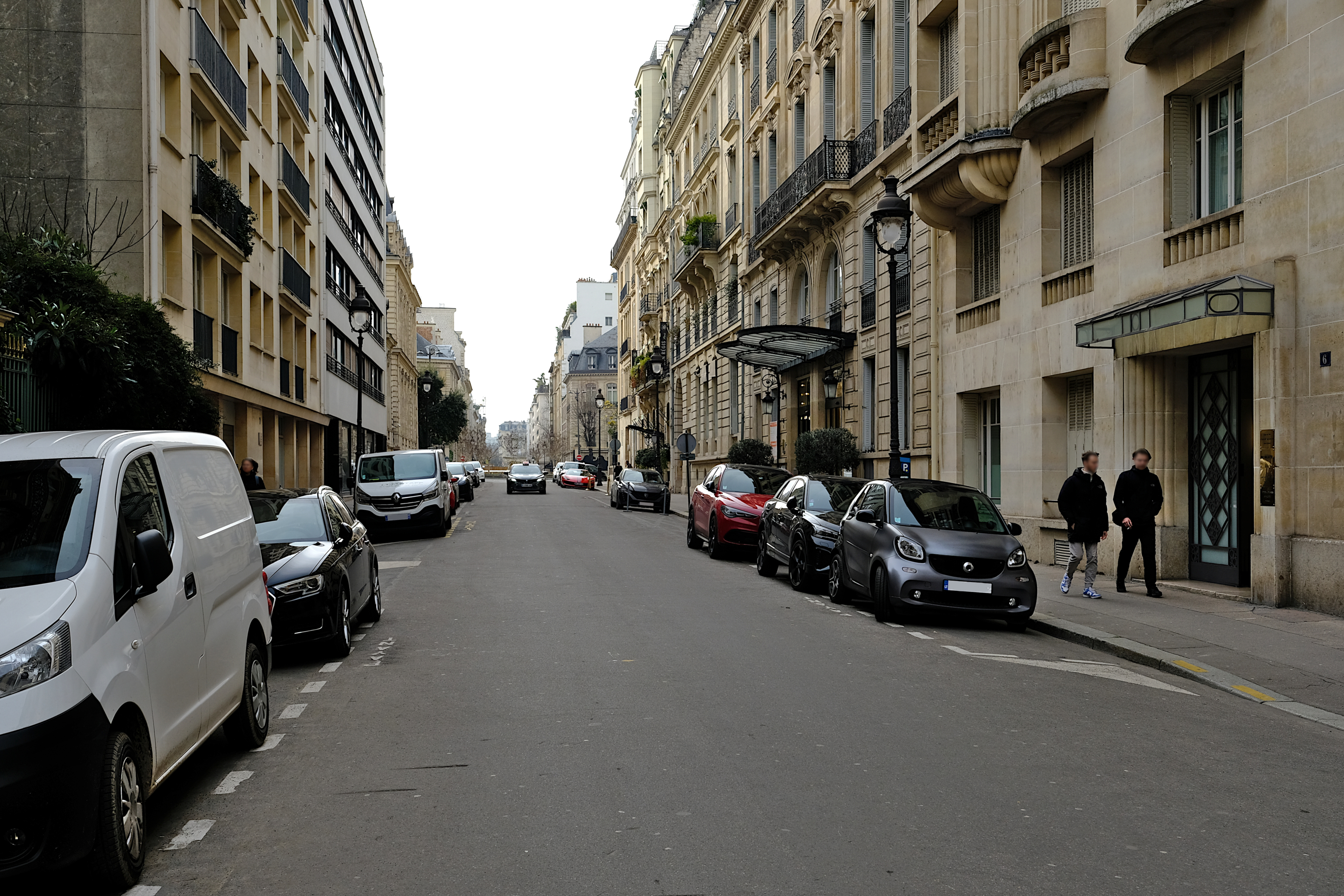
La rue à proximité du n°6 ; en arrière-plan, la place François Ier.
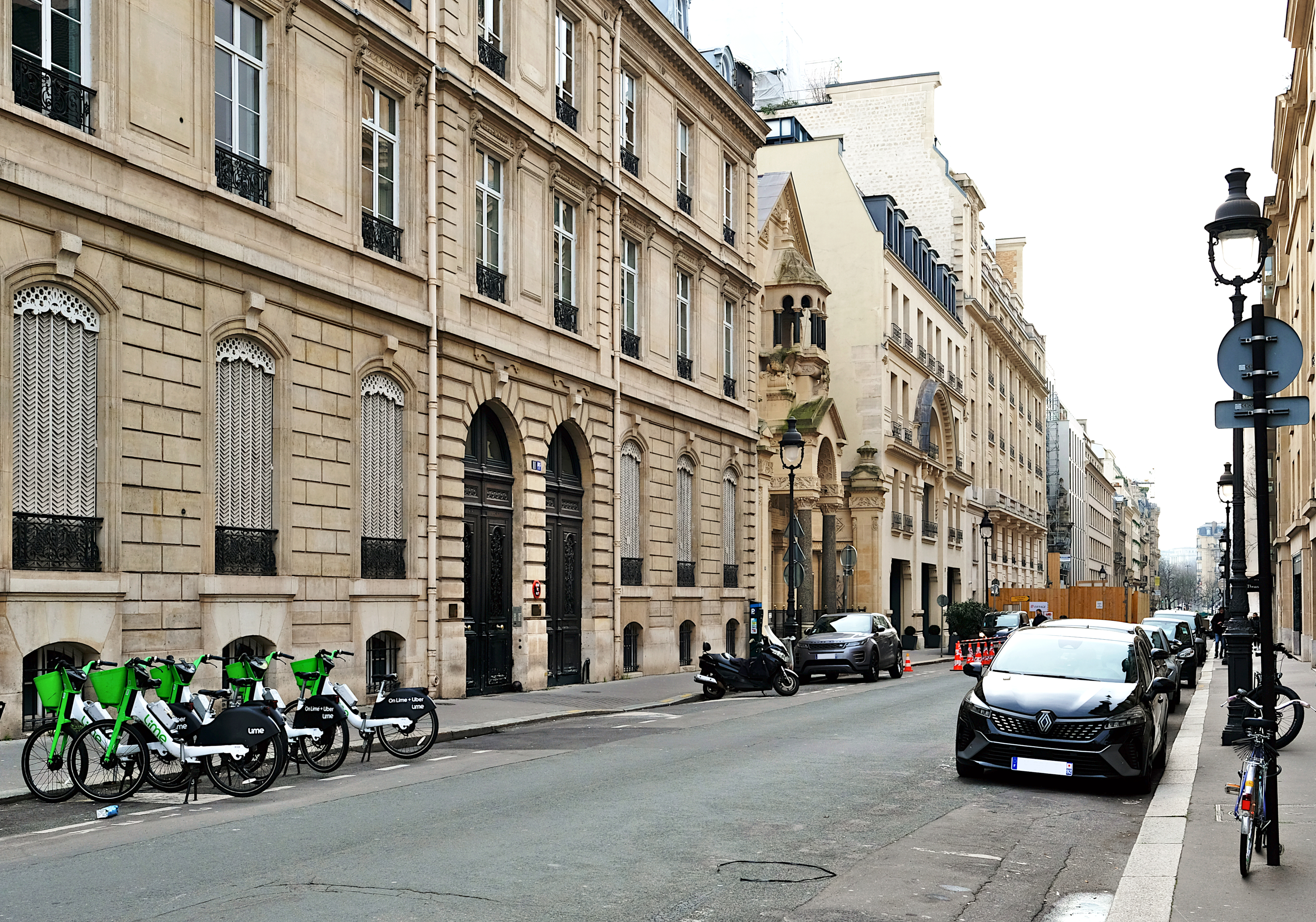
La rue à proximité du n°11bis ; en arrière-plan, la place de la Reine-Astrid.

Le quartier est desservi par la ligne de métro 9 à la station Alma - Marceau.

## Origine du nom

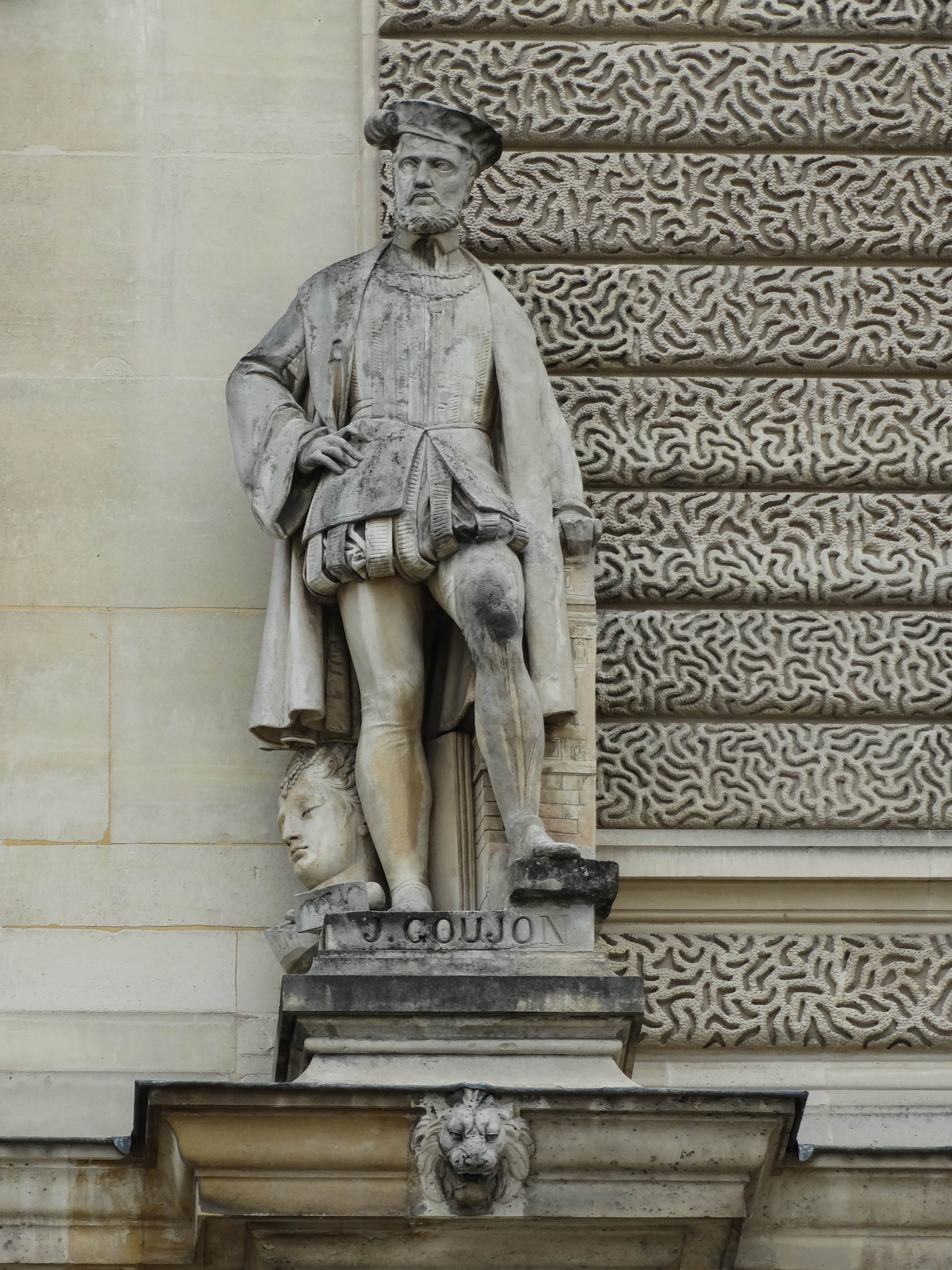
Statue représentant Jean Goujon au Louvre.

Elle est dénommée d'après le sculpteur de la Renaissance Jean Goujon (vers 1510 – vers 1567).

## Historique

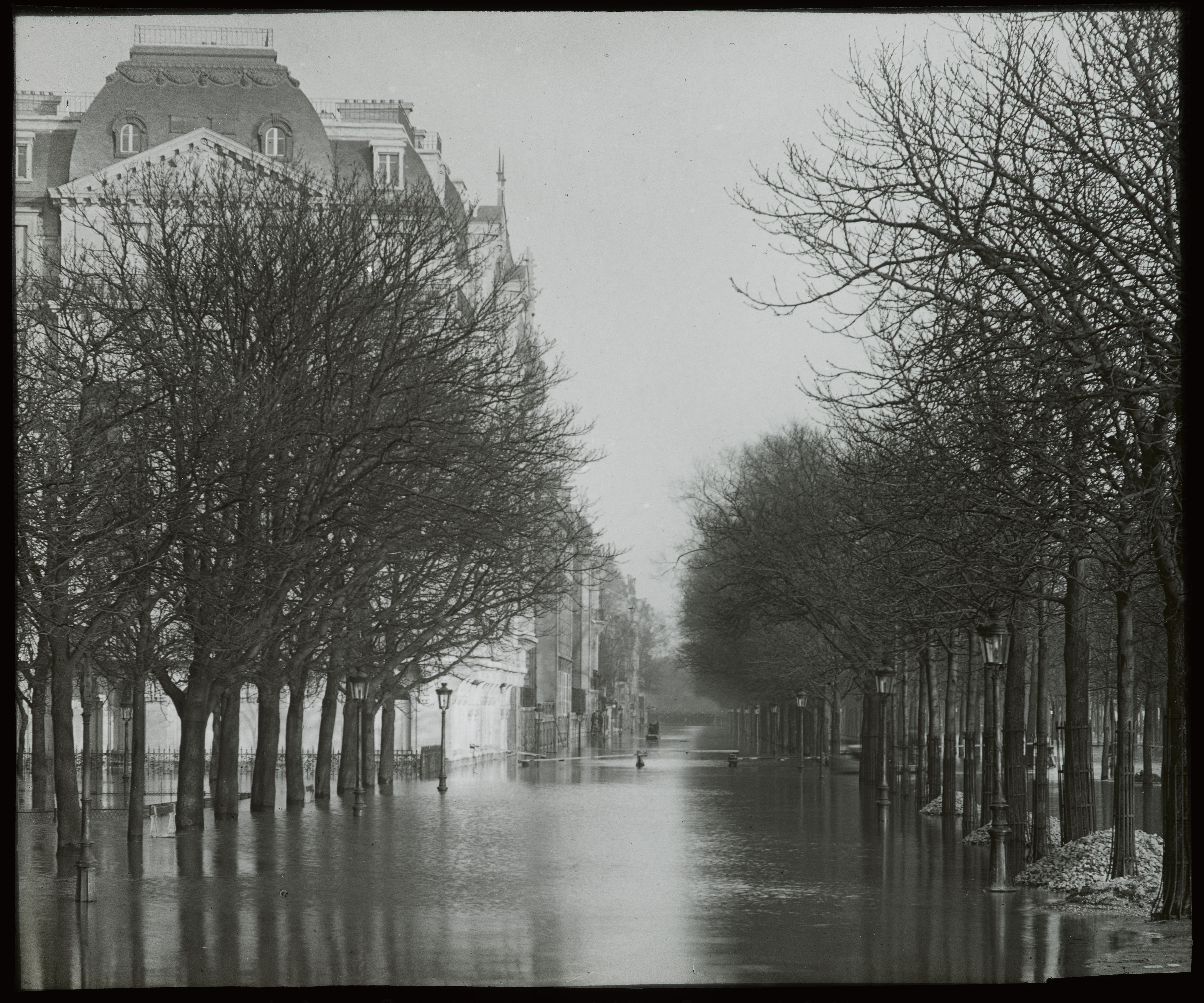
La rue lors de la crue de la Seine de 1910.

En vertu d'une ordonnance royale du 23 juillet 1823, une compagnie, représentée par M. Constantin, a été autorisée à ouvrir sur ses terrains :
« 
- 1. deux rues de chacune 14,60 mètres de largeur ;
- 2. une place circulaire de 40,90 mètres de diamètre.

Cette autorisation a été accordée aux conditions suivantes : 
- 1. de fournir gratuitement le terrain nécessaire auxdites rues et place ;
- 2. de faire les frais du premier pavage et éclairage ;
- 3. de pratiquer, sur les côtés des nouvelles voies ouvertes, des trottoirs en dalles, et en outre de se soumettre aux lois et règlements sur la voirie de Paris, etc. »

Cette ordonnance fut immédiatement exécutée : les deux rues ont reçu les noms de « rue Bayard-Champs-Élysées » et de « rue Jean-Goujon » et la place celui de « place François-Ier ».
Elle commençait à l'origine place Clemenceau, mais elle perdit en 1908 le tronçon situé entre cette place et l'avenue d'Antin (actuelle avenue Franklin-D.-Roosevelt), rebaptisé « avenue de Selves » en 1934.

## Bâtiments remarquables et lieux de mémoire
- No 3 : immeuble de l'architecte Alexandre Durville, construit en 1883.
- No 4 : immeuble d'habitation de cinq étages à quatre hautes fenêtres construit en 1894 par l'architecte Jean-Marie Boussard (signé « BOUSSARD Archi ») pour le baron Louis de Wecker. On peut noter, au deuxième étage, les atlantes, ici trois, comme souvent chez Boussard. Il y a deux escaliers dans l'entrée et un immeuble dans la cour. Ceci sera repris en 1896 au 78 de l'avenue Mozart. Le compositeur Albert Roussel y demeura quelque temps après la Première Guerre mondiale dans un vaste appartement prêté par des amis. Pour lui faire une farce, des élèves de la Schola Cantorum emmenés par Erik Satie peignirent en bleu et rouge vif les colonnettes et les ornements de la façade, au vif émoi des habitants de l'immeuble. L'immeuble était habité en 1910 par la soprano américaine Emma Eames (1865-1952). On y trouve aussi le siège de la Société Jules-Verne.
- No 5 : ce petit hôtel en brique et en pierre date de 1852[2] ; édifié en retrait de la rue entre deux immeubles de rapport, avec jardin et loge de concierge, il est un rare vestige de l'état du quartier au XIXe siècle. Il a été pendant plus d'un siècle la résidence de la famille de Saint-Chamans, dont Marie-Ernestine (1862-1952), marquise de Marcieu par son mariage en 1884 avec Henry Émé de Marcieu (1857-1943). Résidence du baron Lartigue de Gonyetes (en 1953)[3].
- No 6 : immeuble d'habitation de style Art déco construit en 1930 par l'architecte Charles Lemaresquier à la place de l'hôtel de Mme M. Bianchi (en 1910)[4]. C'est dans cet immeuble qu'Hervé Gaymard, alors ministre de l'Économie, des Finances et de l'Industrie avait fait louer aux frais de l'État pour 14 400 euros par mois un duplex de 600 m2 comme logement de fonction. La révélation de cette affaire par Le Canard enchaîné en février 2005 devait conduire à la démission du ministre (voir « affaire Gaymard »).
- No 8 : hôtel d'Essling. En 1834, le colonel espagnol Francisco Amoros installa à cette adresse une succursale du gymnase militaire qu'il avait fondé place Dupleix et que son adepte Roux transporta en 1848 à la barrière du Roule. Le terrain fut vendu en 1864 par ses propriétaires, M. et Mme de Mortemart à Anne Debelle (1802-1887), duchesse de Rivoli, princesse d'Essling, grande maîtresse de la maison de l'impératrice Eugénie[5], veuve de François Victor Masséna (1799-1863), 2e duc de Rivoli, qui a fait construire l'hôtel actuel, achevé vers 1864-1866, par l'architecte Auguste Pellechet. À l'origine, le bâtiment comportait trois étages avec, à l'arrière, sur l'impasse d'Antin, les remises et les écuries. Après la mort de la duchesse de Rivoli, le 28 janvier 1887, l'hôtel devint la propriété du plus jeune de ses deux fils, Victor Masséna (1836-1910), 4e duc de Rivoli. Celui-ci mourut le 28 octobre 1910 en léguant l'hôtel à son fils André Masséna qui le vendit le 17 avril 1913 à la princesse Louise de Croÿ-Rœulx (1842-1916). Son fils et ses trois filles vendirent l'hôtel le 31 juillet 1919 à la société anonyme Maison des Centraux, constituée à cet effet le 13 juin 1919 avec les fonds apportés par des anciens élèves de l'École centrale, qui en est toujours propriétaire. Celle-ci y fit de nombreux travaux, en particulier la surélévation sur trois niveaux de l'hôtel sur la rue Jean-Goujon et la création en 1921 d'une salle des fêtes et d'un restaurant au décor Art déco commandé au peintre Lucien Jonas (1880-1947) (détruit). Dans l'entre-deux-guerres, le célèbre restaurant Colas était installé au rez-de-chaussée de l'hôtel. C'est là que Jean-Paul Sartre prononça le 29 octobre 1945 sa conférence « L'existentialisme est un humanisme ». En 1989, la Maison des Centraux fit entièrement restructurer l'immeuble par le cabinet d'architectes Alexandre et Sandoz. Après deux années de travaux, la Maison des Centraliens, selon la nouvelle dénomination adoptée en 1990, rouvrit ses portes le 16 mai 1991. L'immeuble abrita ensuite jusque début 2010, l'hôtel Sofitel-Paris-Champs-Élysées ainsi que le centre d'affaires Élysées, dont l'exploitation a été confiée au groupe Accor, des salons de réception et une salle polyvalente, ainsi que le Press Club de France, précédemment installé avenue d'Iéna[6].
- No 9 : entre mai 1830 et octobre 1832[7], Victor Hugo y vécut au deuxième étage d'une modeste maison isolée au milieu de jardins maraîchers et de prairies. C'est là qu'il écrivit Notre-Dame de Paris et que naquit sa fille Adèle le 28 juillet 1830. C'est là aussi que le petit Charles Hugo faillit être emporté par l'épidémie de choléra de 1832. Sa femme supportant mal l'isolement de ce quartier excentré, Hugo s'installa en 1832 dans l'immeuble du 6, place des Vosges.

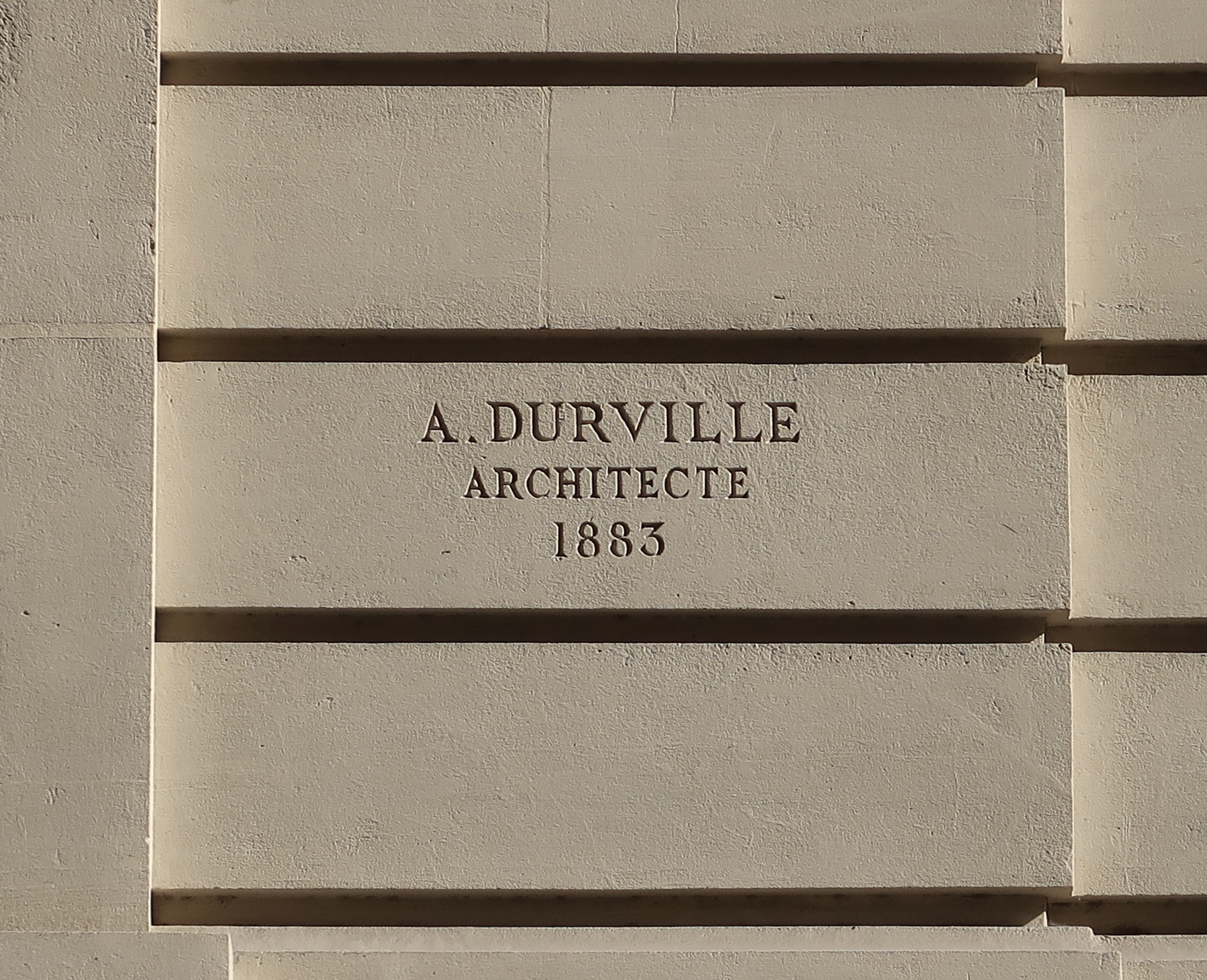
Signature de l'architecte au n°3.
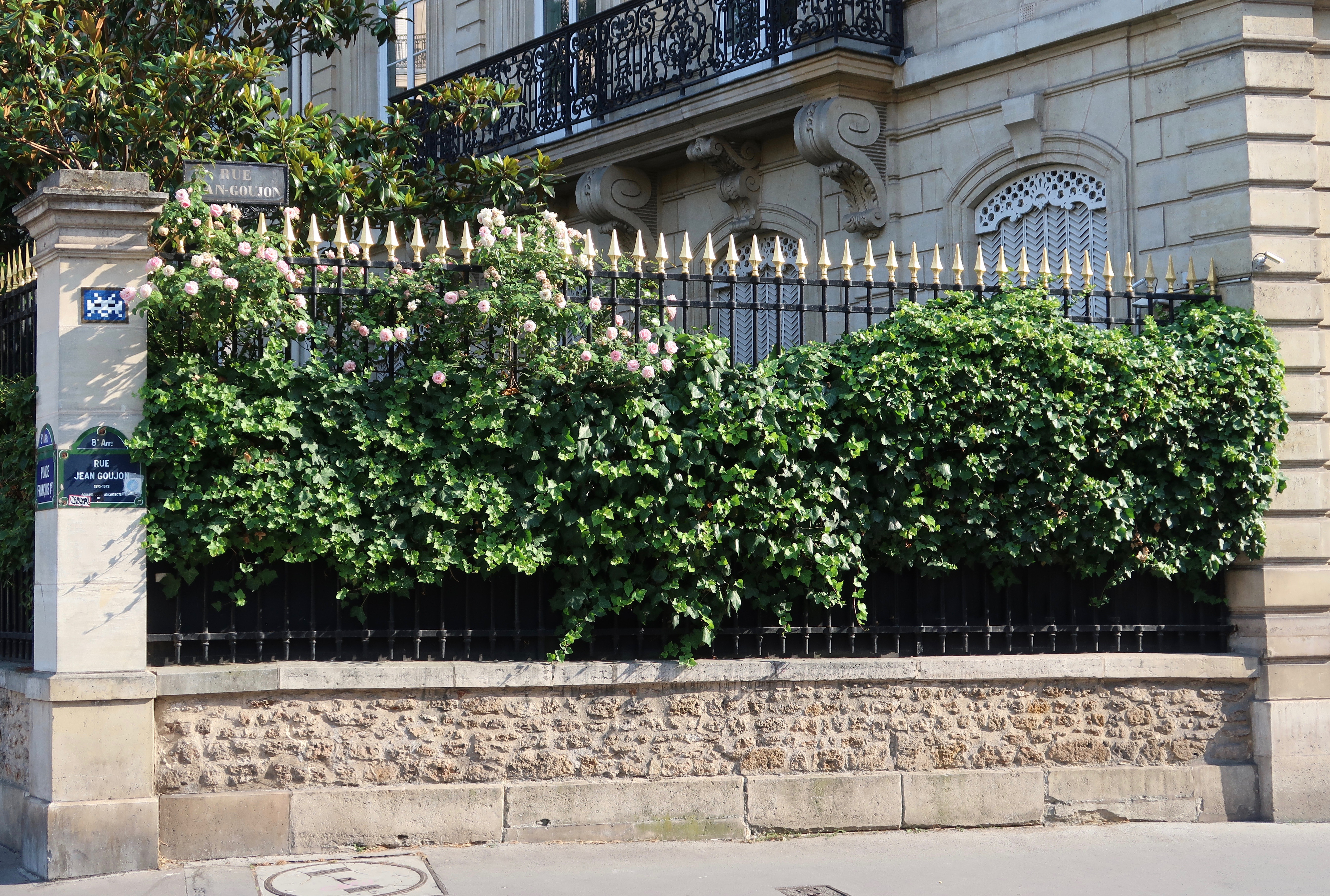
Plaques et verdure.
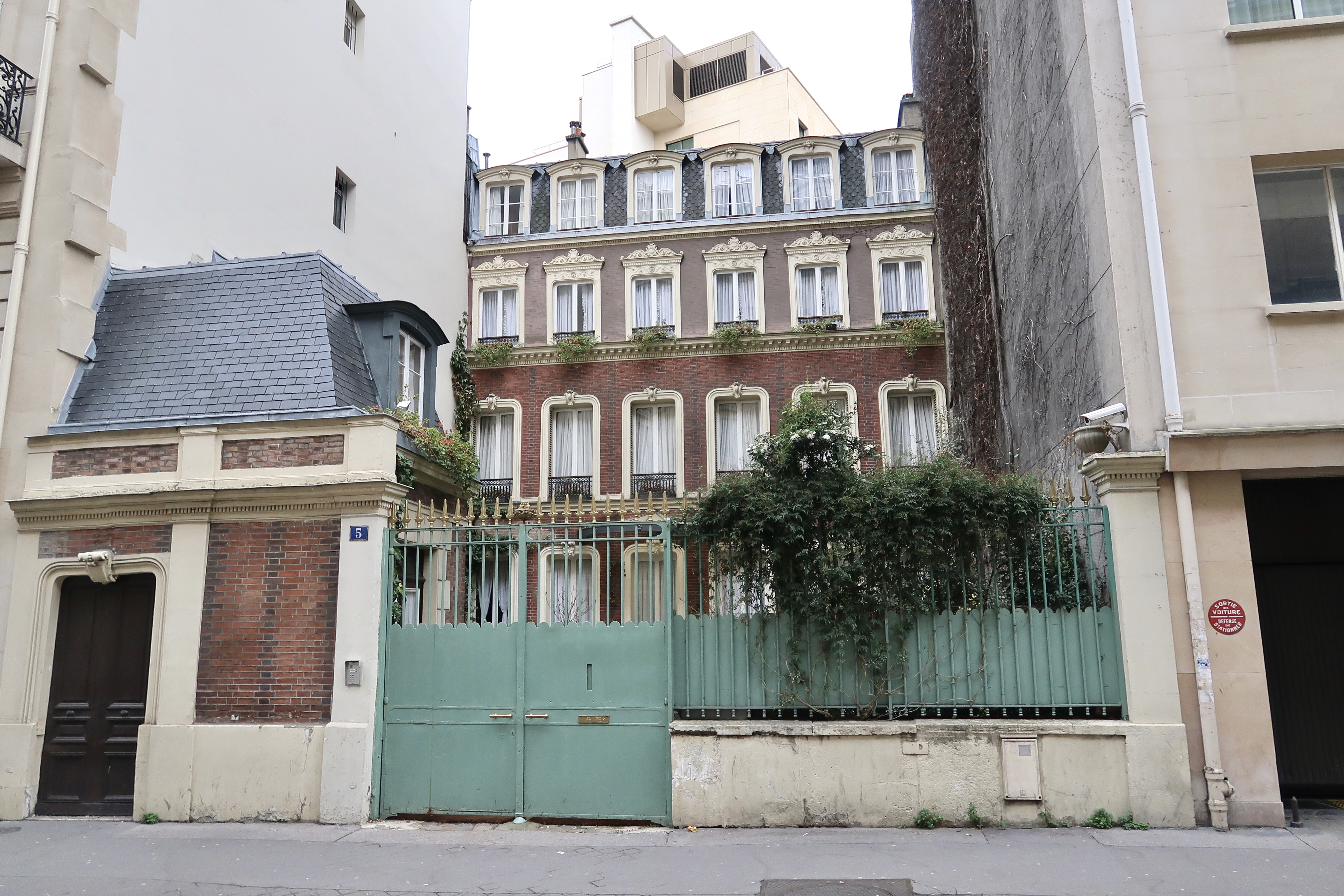
No 5.

- No 10 : cet immeuble abrite le studio de photographie Harcourt, réputé pour ses portraits en noir et blanc de stars et de personnalités. « Hôtel de M. Darblay et des La Rochefoucauld-Montbel […] qui fut celui du prince de la Moskowa et du marquis de Montesquiou-Fezensac » (en 1953)[3]. Cet hôtel était celui des princes de La Rochefoucauld-Montbel. Le siège social du Parti Reconquête, créé par Éric Zemmour, y est également situé.
- No 11 : hôtel de Clermont-Tonnerre, au croisement avec la place François-Ier (voir au 12, rue François-Ier).
- No 11 bis : siège de la Société civile pour la perception et la répartition des droits de représentation publique des films cinématographiques (PROCIREP) et de l'Association de gestion internationale collective des œuvres audiovisuelles (AGICOA), deux sociétés civiles de perception des droits des producteurs d'œuvres audiovisuelles.
- No 12 : hôtel San Régis. Simon André Terrail, fondateur de l’hôtel George V et propriétaire du restaurant La Tour d'Argent, acheta en 1923 cet hôtel particulier construit en 1857 pour Edmond Petit et habité en 1910 par D. de Rougemont[4] et le fit transformer en un luxueux et discret hôtel. Dans les années 1950, M. Terrail vendit le George-V mais conserva le San Régis où il installa ses plus beaux meubles et où descendirent dès lors de nombreuses stars comme Lauren Bacall, Gene Kelly, Romy Schneider, Jacqueline Bisset, Candice Bergen, Louis Malle… Racheté par la famille Georges en 1984, l'hôtel a été rénové par le décorateur Pierre-Yves Rochon.

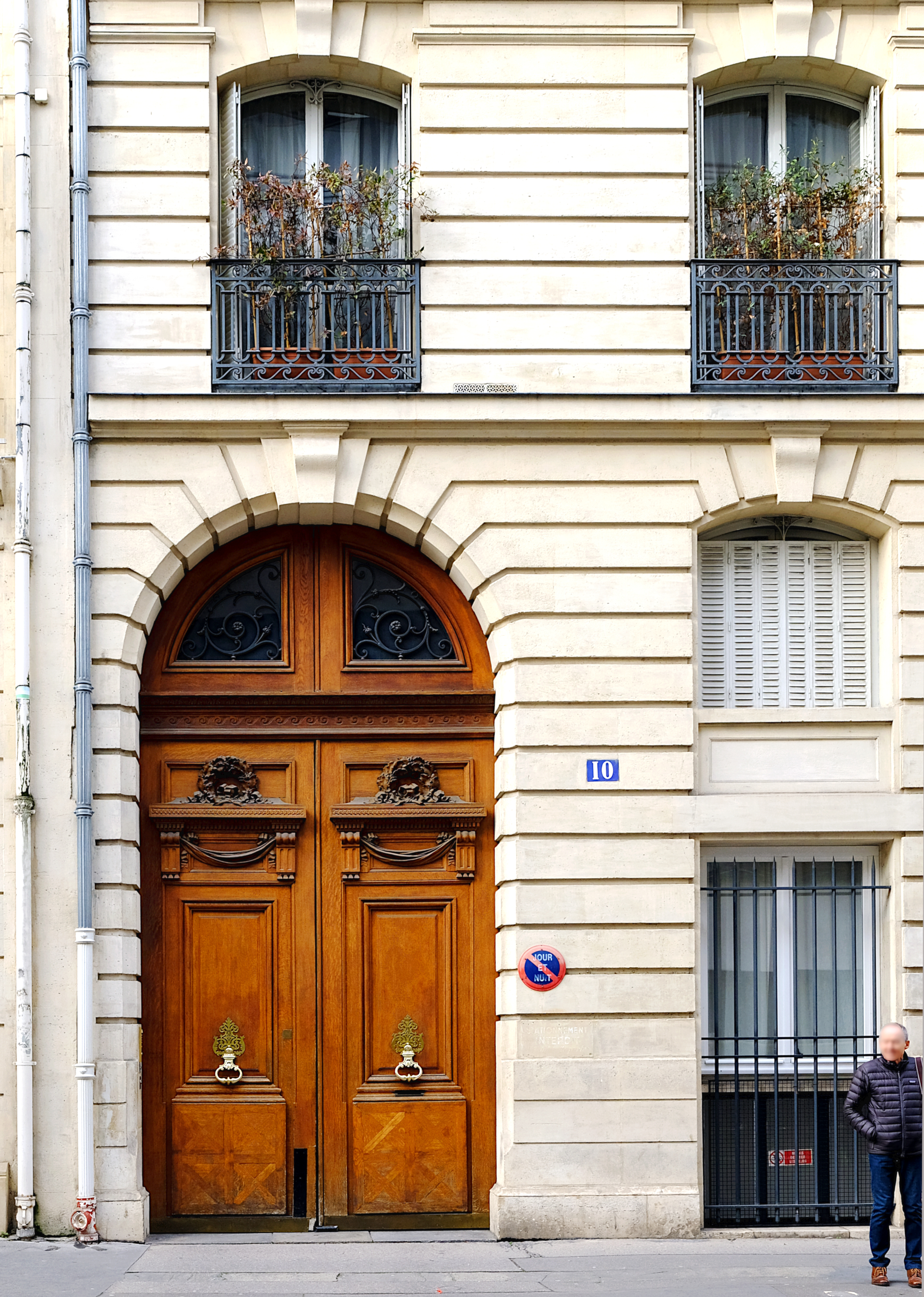
No 10.
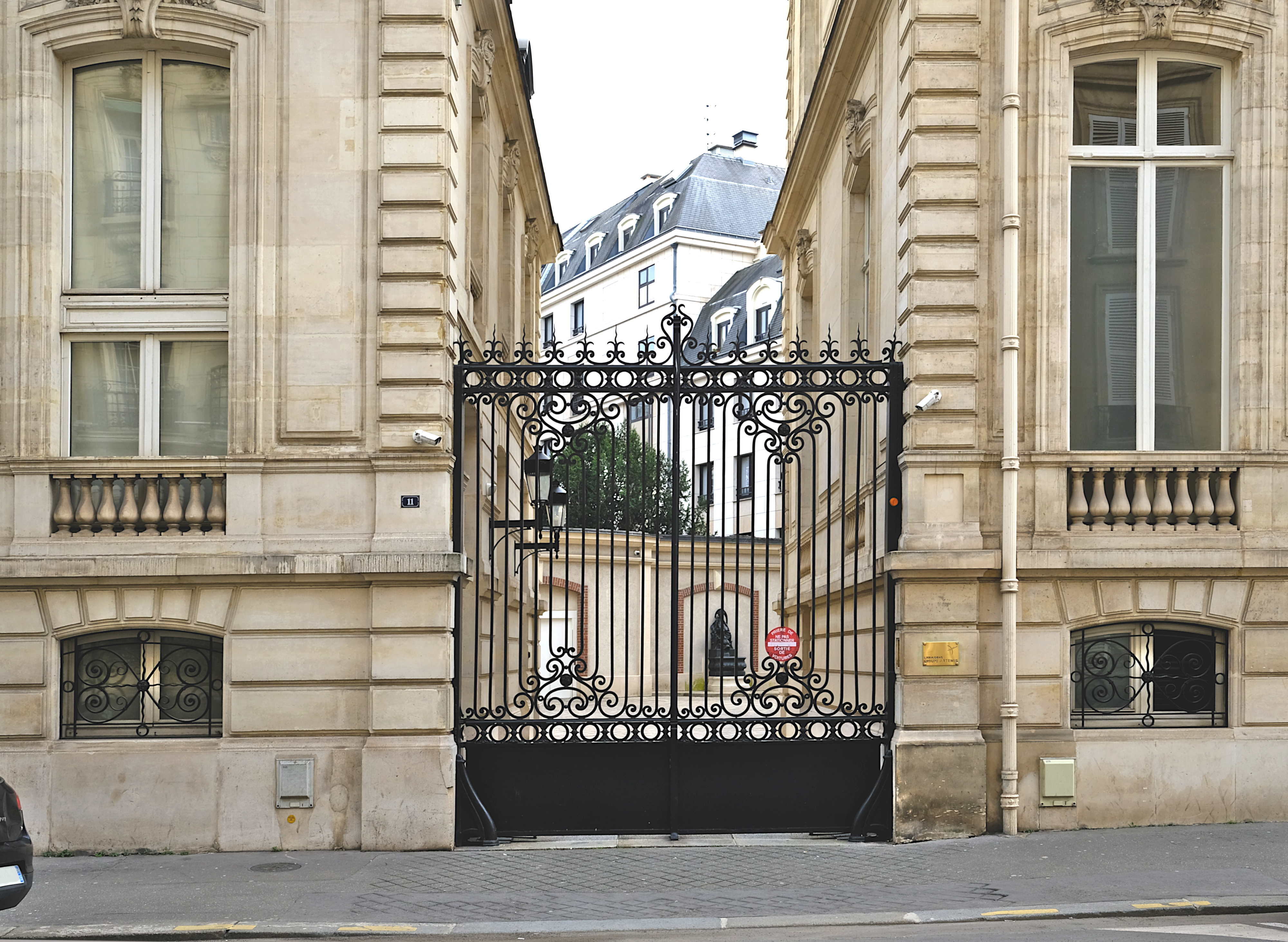
No 11.
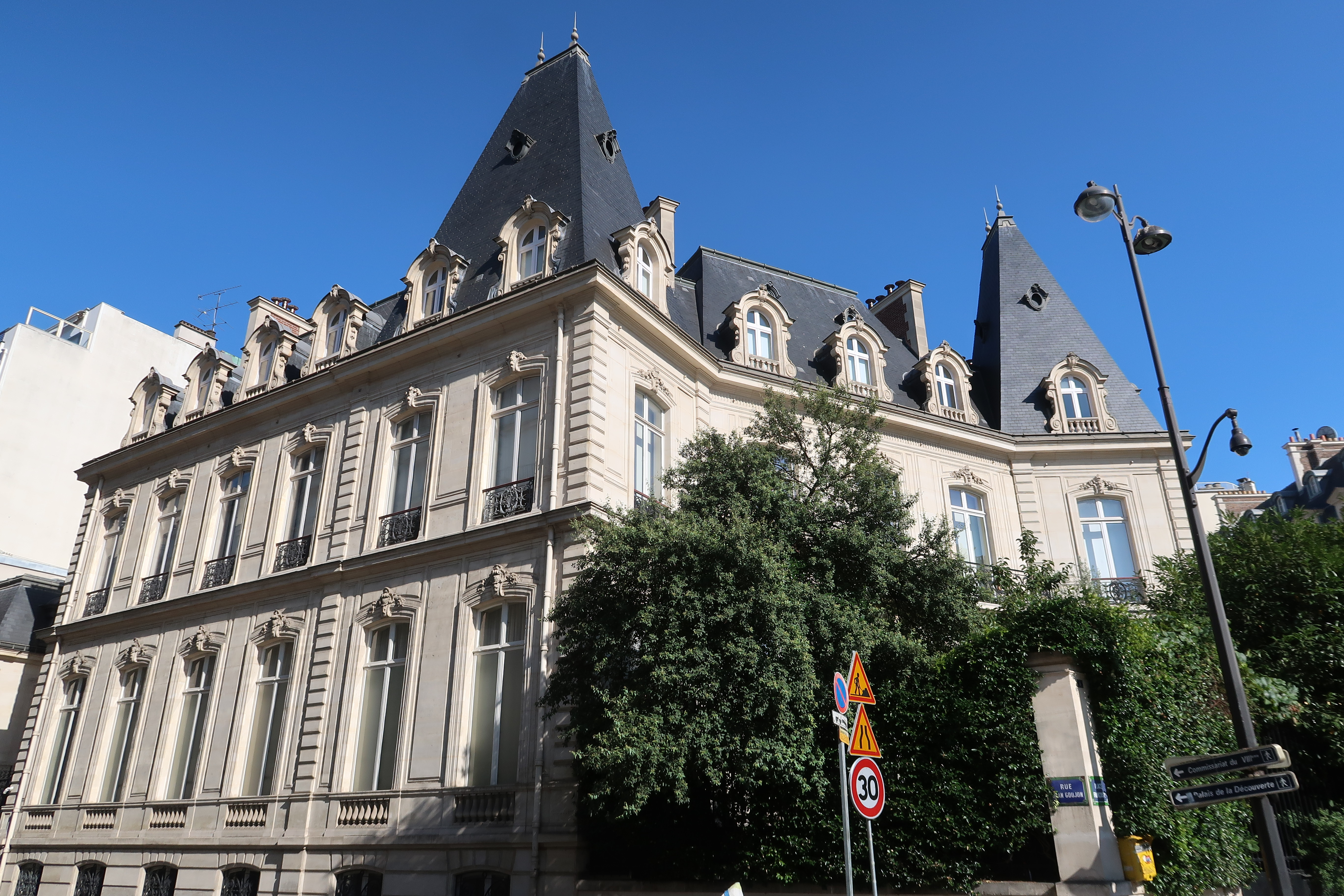
Hôtel de Clermont-Tonnerre.
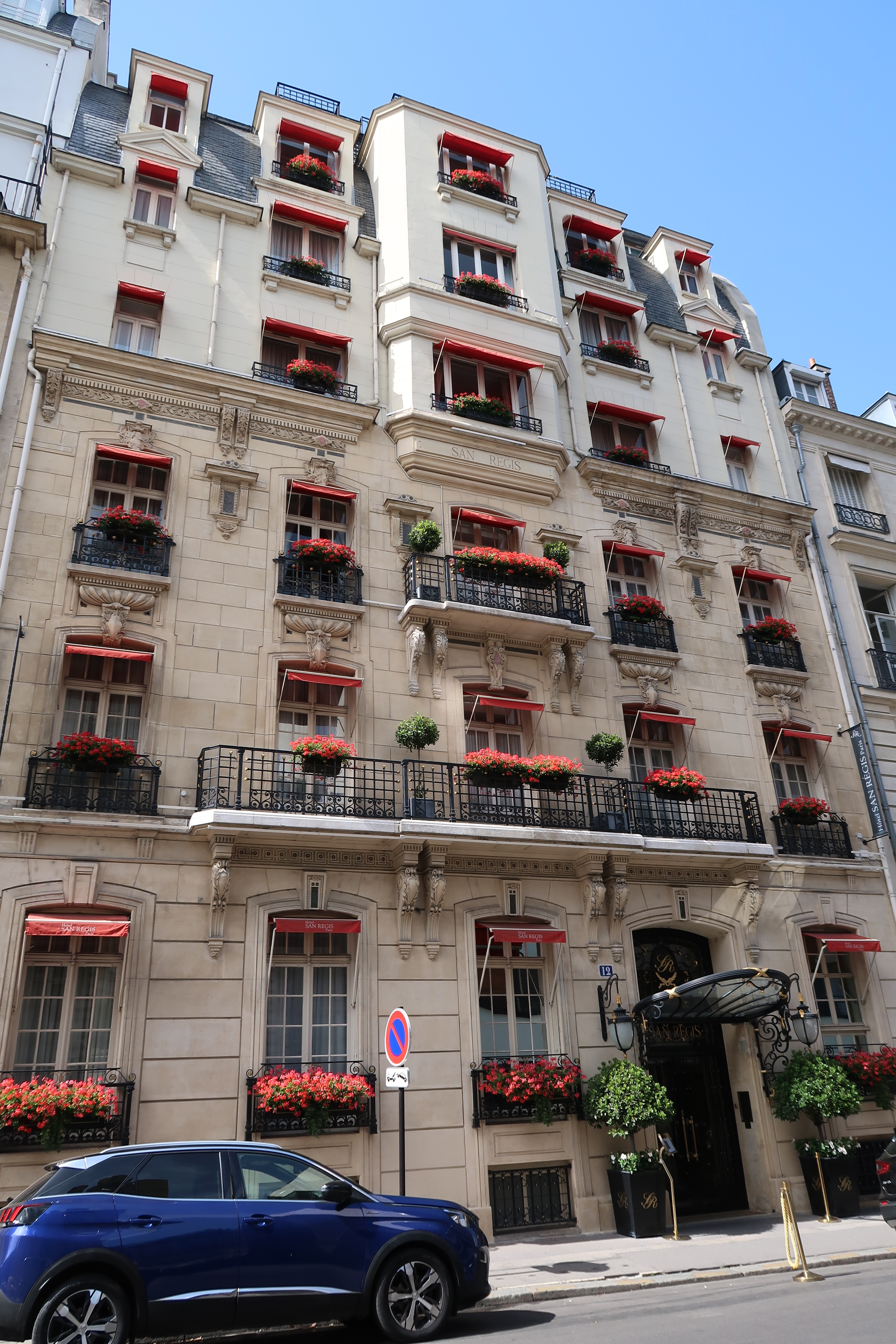
No 12.

- No 14 : immeuble d'angle avec la place François-Ier, où habitait en 1910 le romancier et dramaturge Pierre Decourcelle[4]. « Il était aussi un collectionneur passionné et l'ensemble d'œuvres du XVIIIe siècle qu'il assembla valait celui des Goncourt. Il les fit passer en vente publique en 1911 “pour vérifier, disait-il, s'il ne s'était pas trompé”. De fait, les enchères qui s'ensuivirent lui démontrèrent que ses choix avaient été judicieux. Dix ans plus tard, voulant rééditer en peinture moderne l'expérience qu'il avait faite avec les œuvres du XVIIIe siècle, Pierre Decourcelle avait composé, toujours avec le même bonheur, une collection où Toulouse-Lautrec voisinait avec Utrillo, Renoir avec Monticelli, Alfred Stevens avec Forain[8]. »
- Nos 15-19 :
  - emplacement où se tenait le Bazar de la Charité quand, le 4 mai 1897, il fut dévasté par un incendie, dans lequel périrent plus de cent vingt victimes, dont l'artiste peintre Camille Moreau-Nélaton et sa bru, ainsi que des membres de la haute aristocratie, parmi lesquels la duchesse d'Alençon, sœur de l'impératrice Élisabeth d'Autriche. Cet emplacement était antérieurement celui des no 19 et 27 (les maisons communiquaient) où Pierre Michaux installa en 1867 le siège social de la première entreprise industrielle de fabrication de vélocipèdes et un atelier de 300 m2 en extension de celui de la cité Godot-de-Mauroy à proximité où fut inventé ce véhicule propulsé par des pédales et où en furent construits les premiers exemplaires. Après une courte période de prospérité, la Compagnie parisienne de Vélocipèdes périclita. La société Olivier frères qui avait succédé à celle de Pierre Michaux fut dissoute le 31 juillet 1874 [9] ;
  - no 15 : cathédrale Saint-Jean-Baptiste de l'église apostolique arménienne construite en 1903 par Albert-Désiré Guilbert. Le terrain avait été acquis en 1902 par Alexandre Mantacheff, commanditaire de l'édifice, qui ne put acheter le terrain du n° 17.
  - no 17 : immeuble d'habitation construit en 1903 par les architectes Marchand et Varcollier.
- No 16 : hôtel de Vilgruy, de style néo-Renaissance (voir le 9, rue François-Ier).
- No 18 : Alejandro Bustillo (en), architecte. Construit en 1929. Au pied de cet immeuble où il venait d'emménager dans un appartement de 70 m2 au 4e étage sur cour[10], le corps de Thierry Imbot, ancien officier de la Direction générale de la Sécurité extérieure, impliqué dans l'affaire des frégates de Taïwan, est retrouvé mort, écrasé sur le pavement, le 10 octobre 2000. L'enquête conclut à une défenestration accidentelle. C'est aussi dans cet immeuble que vécut le comédien André Raimbourg, plus connu sous le nom de Bourvil.
- No 23 : chapelle Notre-Dame-de-Consolation édifiée en 1903 en style Louis XVI par l'architecte Albert-Désiré Guilbert à la mémoire des victimes de l'incendie du Bazar de la Charité, par les soins de leurs familles et de la comtesse Boni de Castellane. La première pierre fut bénie le 4 mai 1898 par le cardinal Richard, archevêque de Paris. La Vierge qui surmonte l'édifice est due au sculpteur Daillon. La chapelle était desservie par quatre religieux de la congrégation des Scalabriniens et par des religieuses de la congrégation des Sœurs des pauvres de Bergame, jusqu'en 2013, et depuis par la Fraternité sacerdotale Saint-Pie-X.

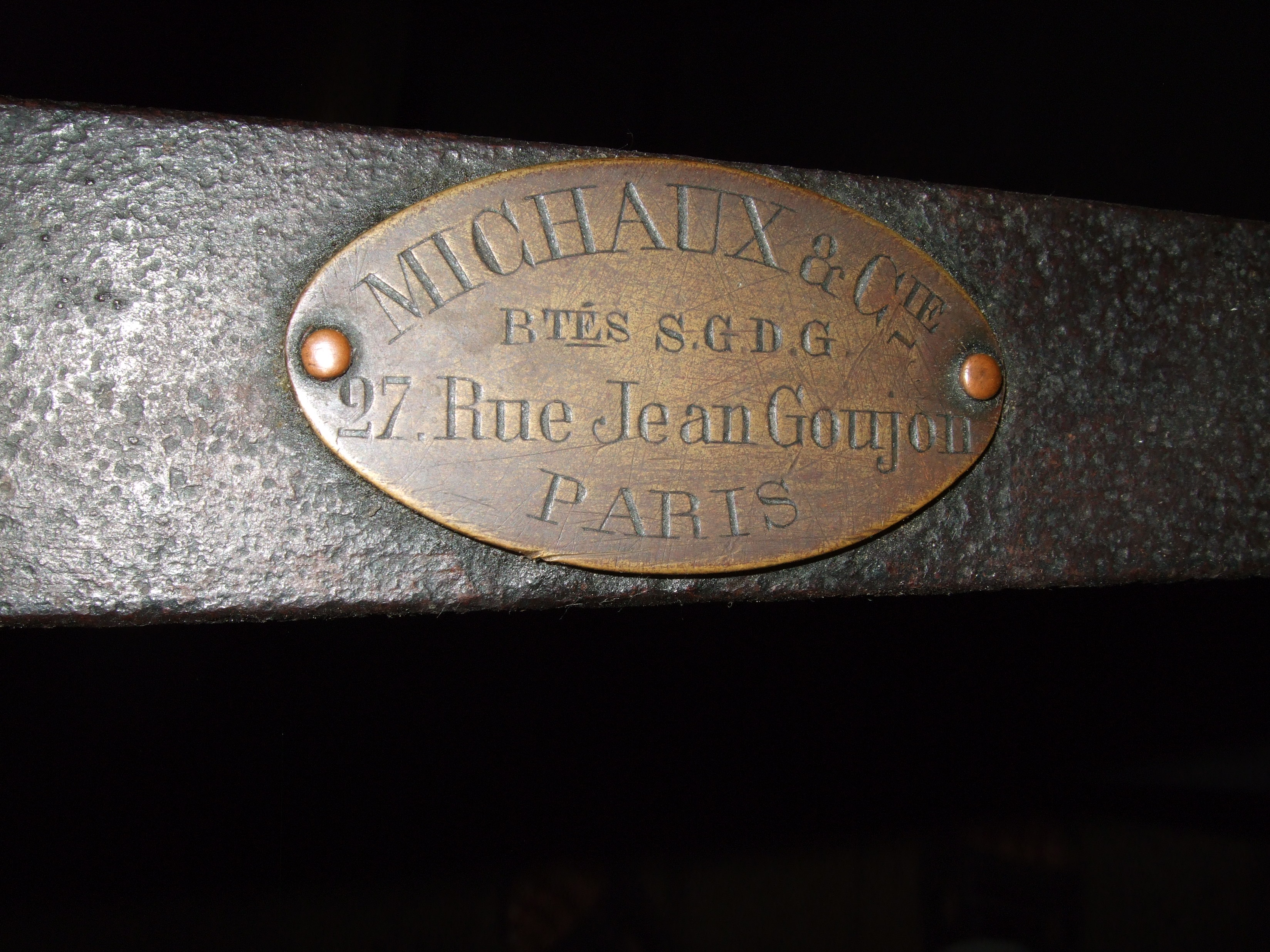
Plaque de vélocipède Michaux 27 rue Jean-Goujon (actuel no 19).
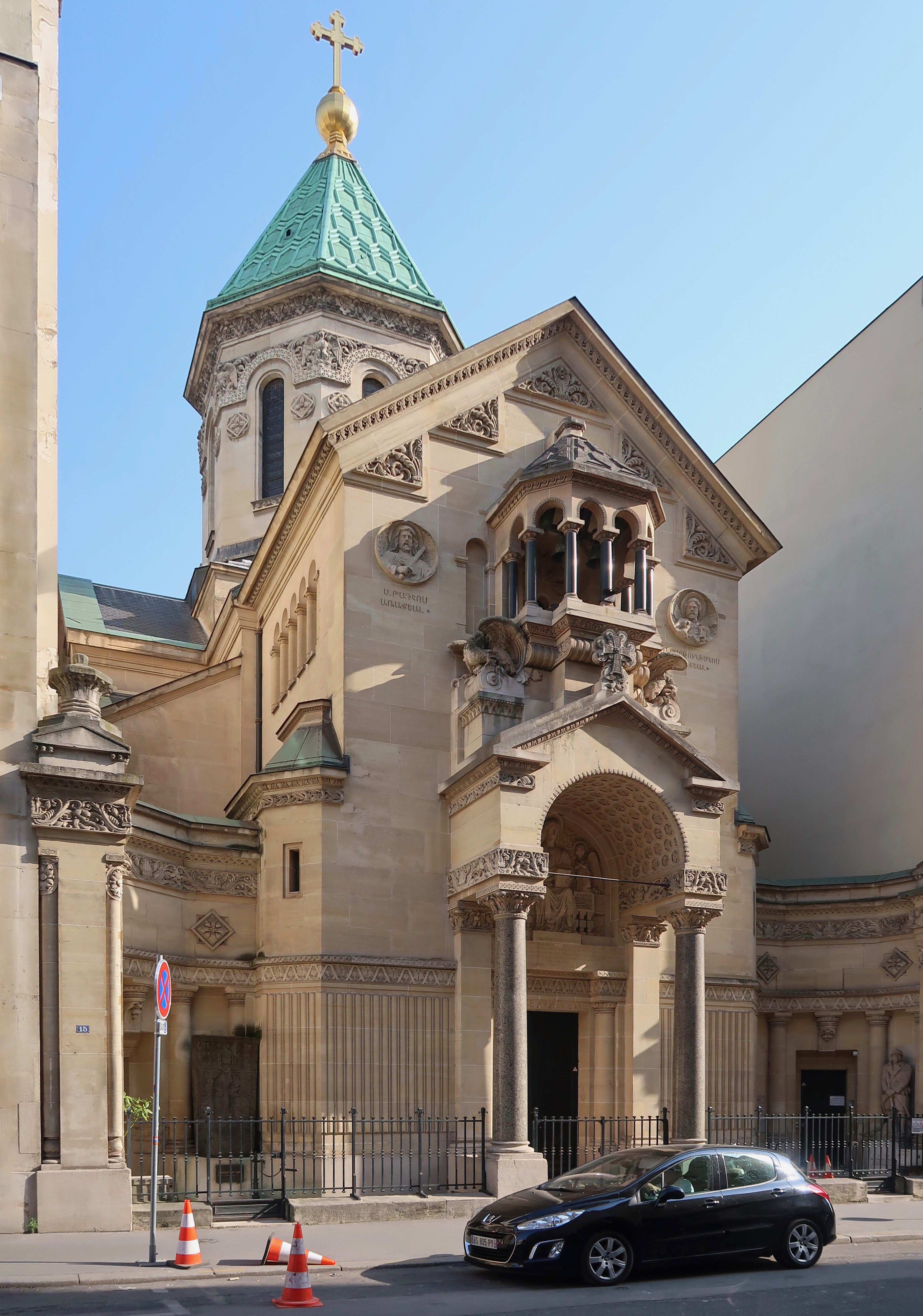
Cathédrale Saint-Jean-Baptiste.
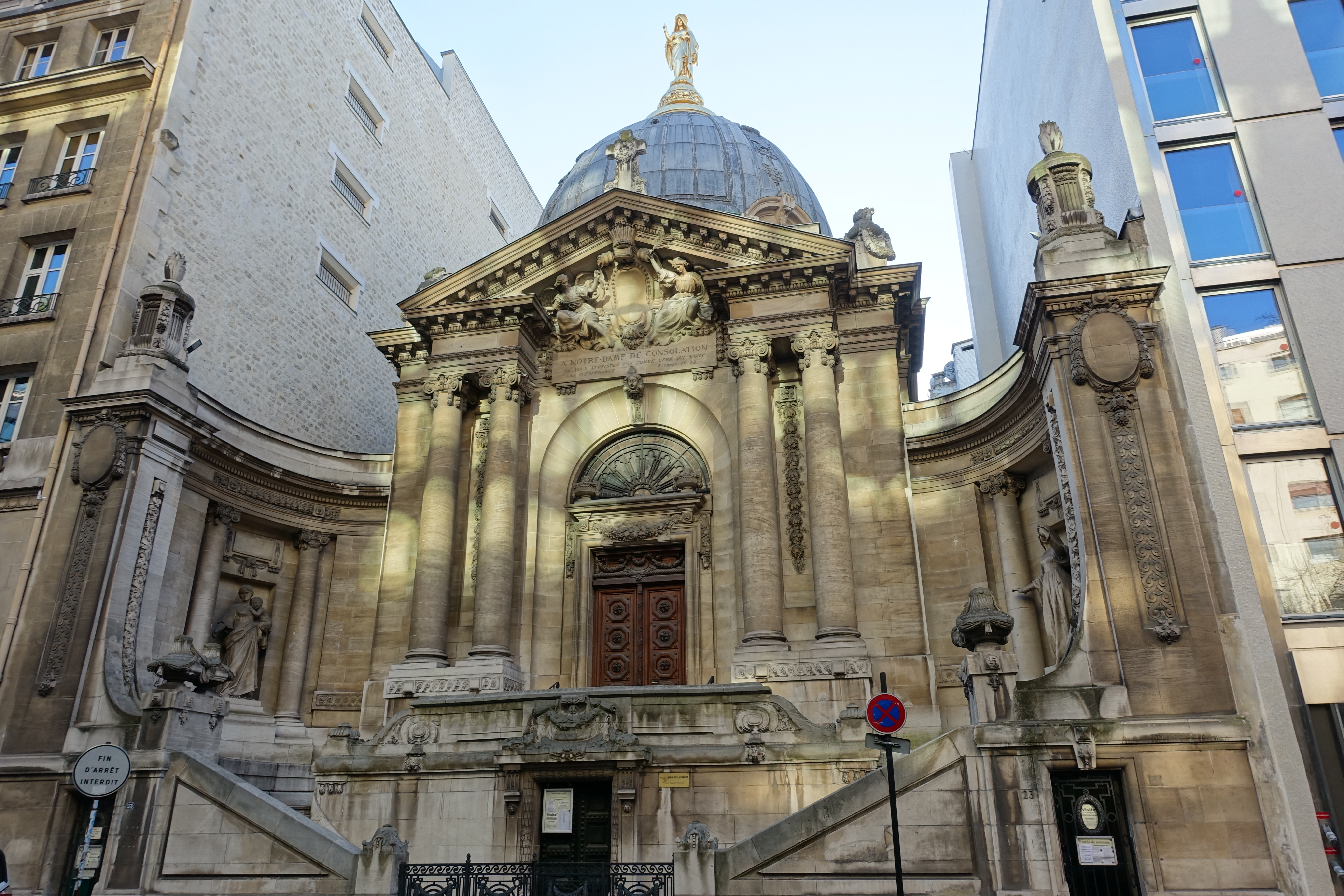
Chapelle Notre-Dame-de-Consolation, mémorial du Bazar de la Charité.

- No 29 : hôtel de Saux. La peintre orientaliste Henriette Browne, pseudonyme de Sophie Louise Henriette de Bouteiller (1829-1901), épouse du diplomate Jules Henry de Saux (-1879), secrétaire du comte Walewski, vécut et mourut dans cet hôtel. En 1932, il fut acquis par la banque polonaise PKO, qui y établit une succursale.
- No 31 : hôtel de M. F. Raibeaux, propriété de M. Johnston (en 1910)[4]. Il abrite aujourd'hui l'Institut polonais.
- Nos 33-33 bis : hôtel de Villeroy. Hôtel particulier construit en 1907 pour M. de Villeroy par l'architecte Ernest Rahir. « Composé d'un rez-de-chaussée surélevé et de deux étages carrés, le bâtiment cache, derrière une façade d'un néo-classicisme quelque peu austère, un dispositif spatial exceptionnel : un puits de lumière central avec galeries superposées sur lequel se greffe un escalier, de plan elliptique lui aussi, permet la distribution des pièces de séjour et des chambres principales sur jardin, et de petits salons indépendants sur rue[11]. » Siège de l'Institut français de la mode (IFM) avant son installation quai d'Austerlitz en décembre 2008. Il est ensuite rénové en respect de son histoire et est transformé en hôtel de luxe, une maison privée de 11 chambres, suites et appartements[12].
- No 37 : hôtel de Ganay. Habité par le comte Louis de Ganay (1832-1893) et la comtesse née Mathilde des Acres de L'Aigle (1836-1916), qui y sont tous deux morts. « Madeleine de Rauch a mis au service de l'élégance féminine les salons de la comtesse douairière de Ganay et des Fournier-Sarlovèze[3]. » Le peintre Henri Espinouze (1915-1982), originaire de Perpignan, a habité quelques mois dans cet immeuble, hébergé par des amis de Charles Trenet, au moment de son arrivée à Paris.
- No 39 : Productions Disques Carrère, notamment producteur de la chanteuse Sheila.

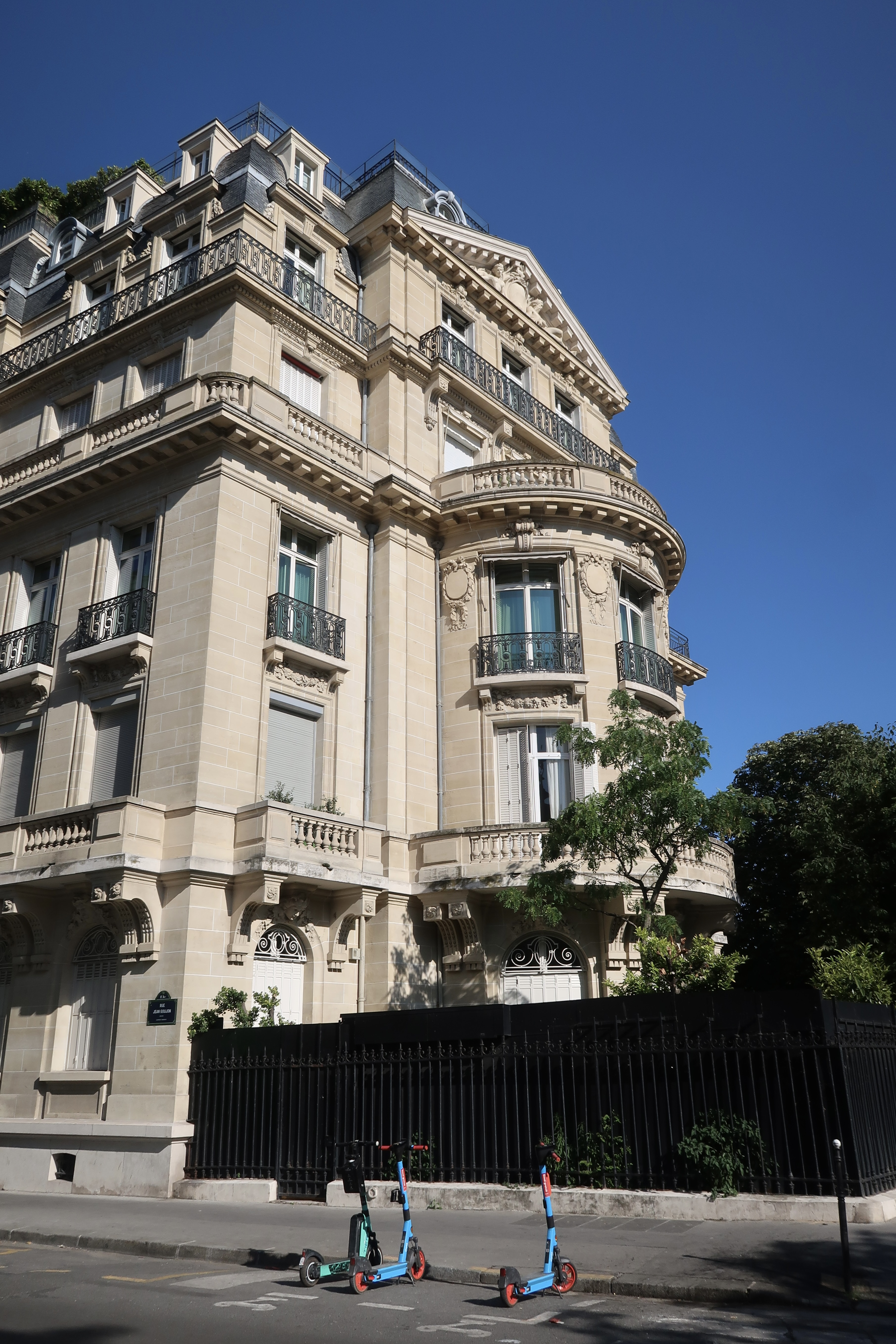
No 41.

- No 41 (également 5, place de la Reine-Astrid) : immeuble de rapport de 1907-1908 construit par les architectes Jean Naville et Henri Chauquet[13] ; immeuble symétrique au suivant[2].
- No 46 (également 2, avenue Montaigne et 2, place de la Reine-Astrid) : immeuble de style néo-Louis XV construit en 1899 par Louis Chauvet et Alfred Coulomb ; immeuble symétrique au no 5 de la place de la Reine-Astrid[2].

### Bâtiments détruits
- No 7 : hôtel de Leusse. Il a abrité une maison de couture (en 1953)[3] avant d'être remplacé par un immeuble d'habitation dans les années 1960.
- No 7 bis : hôtel de Mme F. Moreau (en 1910)[4].
- No 9 : emplacement où s'élevait la maison habitée, au 2e étage, par Victor Hugo et sa famille, de mai 1830 à octobre 1832[7]. La maison appartenait alors à M. de Mortemart et à Cavaignacv. Arthur-Léon Imbert de Saint-Amand y naquit en 1834. En 1859, la maison fut remplacée par l'hôtel de la comtesse de Marle, lui-même remplacé par un immeuble moderne.
- Nos 24-26 : un immeuble a remplacé les constructions édifiées par l'architecte Félix Langlais pour James de Rothschild.
- No 25 : hôtel de M. Ternaux-Compans (en 1910)[4].
- No 27[14] : hôtel Demidoff, appartenant à Paul Pavlovitch Demidoff. L'hôtel et son mobilier furent mis en vente en 1869. L'immeuble fut vendu le 31 janvier 1874 à Robert d'Orléans (1840-1910), duc de Chartres. Bibliophile passionné, le duc de Chartres fit ajouter une aile à l'hôtel pour abriter sa bibliothèque qui comptait 2 500 livres anciens[15]. Il dut quitter la France en 1886 à la suite de la loi d'exil frappant les princes de la maison d'Orléans. L'hôtel fut habité par son fils, l'explorateur Henri d'Orléans[4]. Il fut acquis ensuite par Sadi Carnot (1865-1948), colonel d'infanterie, fils du président de la République. « Le building qui occupe le no 27, écrit André Becq de Fouquières en 1953, et qui abrite une grande entreprise de produits chimiques[16], oppose sa masse sans âme à la vision que j'ai gardée du bizarre hôtel Demidoff, à l'architecture très « fin de siècle[17] ». »
- No 35 : hôtel de Villeroy (en 1910)[4], puis du marquis de Vibraye (en 1953)[3].